# Yilmaz Erdogan
Eılmaz Erdoğan (Hakkâri, 4 de novembro de 1967) é um cineasta, actor e poeta turco, descendente de curdos, mais conhecido por pela sua estreia no cinema, que marcou um recorde de bilheteira, a da comédia Vizontele (2001) e da série de televisão Bir Demet Tiyatro (1995-2002/2006-2007). Foi premiado como o Melhor Actor de partilha no 4º Prémio da Academia Australiana de Cinema, Artes e Televisão pela sua interpretação em Água Adivinho (2014).

## Biografia
Yilmaz Erdogan passou a sua infância em Ancara, até que se mudou para Istambul juntamente com a sua família. A sua família é de origem curda. Em 1987, retirou-se dos seus estudos de engenharia civil na Universidade Técnica de Istambul e a uma companhia de teatro administrada por Ferhan Şensoy. Ele também se tornou chefe guionista no programa televisivo de Levent Kırca, Olacak O Kadar. Em 1988, fundou a sua própria companhia de teatro, Güldüşündürü, e organizou uma produção de êxito de sua própria composição Solimán o Magnífico e Rambo (em turco:  Kanuni Sultan Süleyman ve Rambo).
Em 1994, fundou o Centro Cultural Bêşiktaş (em turco:  Beşiktaş Kültür Merkezi) com o seu sócio de negócios Necati Akpınar e conseguiu o reconhecimento como Mükrin Abi juntamente com a actriz Demet Akbağ na série de televisão Bir Demet Tiyatro (1995-2002) em Star TV. Também continuou o seu sucesso teatral com uma série de obras e musicais, incluindo o seu programa, Cebimdeki Kelimeler, e gravou um álbum de poesia chamado Kayıp Kentin Yakışıklısı, que inclui dezassete poemas acompanhados pela tradicional música turca composta por Metin Kalender, Nizamettin Ariç e Ali Aykaç.
Conseguiu o seu maior sucesso de bilheteira com a comédia Vizontele (2001), que escreveu, dirigiu e protagonizou. Ela foi seguida por uma sequela, Vizontele Tuuba (2004), que também produziu, e Viagem em Tapete Mágico (2005). Uma segunda temporada para a sua popular série de televisão Bir Demet Tiyatro (2006-2007), seguido do ATV, e a comédia de Natal Alegre da Vida (2009). Também tem produzido êxitos como os filmes de comédia Eyyvah Eyvah (2010) e Çok Filim Hareketler Bunlar (2010).
Os seus irmãos são Mustafa Erdogan, que fundou o Fogo de Anatólia e Deniz Erdoğan, quem tem composto música para algumas das produções da sua companhia. A sua esposa é a actriz e desenhadora de vestuário Belçim Bilgin e a sua filha, Berfin Erdoğan, apareceu em Viagem em Tapete Mágico. Ele é fanático de Bêşiktaş J. K..

## Filmografia
| Filmes e séries de televisão | Filmes e séries de televisão                                | Filmes e séries de televisão | Filmes e séries de televisão | Filmes e séries de televisão | Filmes e séries de televisão | Filmes e séries de televisão | Filmes e séries de televisão    |
| Ano                          | Título                                                      | Acreditado como              | Acreditado como              | Acreditado como              | Acreditado como              | Acreditado como              | Notas                           |
| Ano                          | Título                                                      | Director                     | Produtor                     | Escritor                     | O Actor                      | Papel                        | Notas                           |
| ---------------------------- | ----------------------------------------------------------- | ---------------------------- | ---------------------------- | ---------------------------- | ---------------------------- | ---------------------------- | ------------------------------- |
| 1995-2002                    | Bir Demet Tiyatro                                           |                              |                              | Sim                          | Sim                          | Mükremin Çıtır               | Série de televisão da Star TV   |
| 2001                         | Vizontele                                                   | Sim                          |                              | Sim                          | Sim                          | Louco Emin                   |                                 |
| 2004                         | Vizontele Tuuba                                             | Sim                          | Sim                          | Sim                          | Sim                          | Louco Emin                   |                                 |
| 2005                         | Viagem Em Tapete Mágico                                     | Sim                          |                              | Sim                          | Sim                          | Asım Noyan                   |                                 |
| 2006-2007                    | Bir Demet Tiyatro                                           |                              |                              | Sim                          | Sim                          | Mükremin Çıtır               | Série de televisão da ATV       |
| 2009                         | Jolly life (em turco: Neşeli Hayat)                         | Sim                          |                              | Sim                          | Sim                          |                              |                                 |
| 2010                         | Eyyvah Eyvah                                                |                              | Sim                          |                              |                              |                              |                                 |
| 2010                         | Çok Filim Hareketler Bunlar                                 |                              | Sim                          |                              |                              |                              |                                 |
| 2011                         | Era uma Vez na Anatólia (em turco: Bir Zamanlar Anadolu’da) |                              |                              |                              | Sim                          |                              | Dirigida por Nuri Bilge Ceylan. |
| 2013                         | O Sonho da Borboleta (em turco: Kelebeğin Rüyası)           | Sim                          |                              | Sim                          | Sim                          | Behçet Necatigil             |                                 |
| 2014                         | Son Umut                                                    |                              |                              |                              | Sim                          | prefeito Hasan               |                                 |
| 2016                         | As Maçãs Amargas                                            | Sim                          |                              | Sim                          | Sim                          | Aziz Özay                    |                                 |